# Silver Sorceress
Silver Sorceress (Hechicera de Plata) es un personaje de DC Comics y miembro de los Campeones de Angor con el alter ego de Laura Cynthia Neilsen. Apareció por primera vez en Justice League of America #87, (febrero de 1971), y es un homenaje a la Bruja Escarlata (Scarlet Witch). Como sugiere su nombre, posee poderes mágicos que se han vuelto más avanzados con el tiempo.

## Biografía ficticia
Silver Sorceress, Blue Jay y Wandjina (personajes basados en Bruja Escarlata, Yellowjacket y Thor de Marvel, respectivamente) provienen de una Tierra alternativa, los únicos sobrevivientes de un holocausto nuclear. En su apariencia original, vienen a la Tierra después de haber sido manipulados para buscar venganza por la destrucción de su mundo contra la Liga de la Justicia. Después de confundirse inicialmente con villanos, los dos equipos se unen para luchar contra los robots que originalmente los manipularon a ambos.
Silver Sorceress y los Justificadores regresan en Justice League vol. 2 # 2 (junio de 1987) mientras intentan destruir las reservas de armas nucleares de esta Tierra, antes de enfrentarse a la Liga de la Justicia y los Rocket Reds. Wandjina aparentemente se sacrifica para salvar a personas inocentes de una fusión nuclear. Más tarde se reveló que los tres formaban parte de un súper equipo mucho más grande, todos análogos a los héroes de Marvel Comics. Silver Sorceress y Blue Jay deciden permanecer en la Tierra.
Más tarde, la Hechicera tiene el placer de conocer y rescatar a uno de los pocos supervivientes de su mundo, un famoso animador conocido como Mitch Wacky (una parodia de Walt Disney). Es una de las personas más populares, si no la más popular, en la antigua sociedad de Silver, venerado porque brinda mucho entretenimiento. La debilidad de Mitch, la gripe común, demuestra diferencias esenciales entre los mundos de Silver y el DCU, ya que no saben cómo combatirla. Mitch pronto se cura. Silver ayuda a la Liga a confrontar y luchar contra los extremistas, duplicados robóticos de las entidades que han devastado su mundo natal.
Ella permanece con el equipo como miembro activo hasta su muerte a manos de Dreamslayer, una de las entidades que había destruido su antiguo mundo. Dreamslayer logra apoderarse de la mente de Maxwell Lord, un amigo cercano y líder de varios aspectos de la Liga de la Justicia. Usando los poderes de persuasión de Lord, se apodera de la isla móvil de Kooey Kooey Kooey, usándolo y Mitch Wacky como base para reconstruir los Extremistas. Cuando ya no se necesita a Mitch, lo matan brutalmente. Silver y la Liga atacan la isla y a sus nativos les lavan el cerebro para que contraataquen. Silver cae víctima de la necesidad de no lastimar a los nativos inocentes y termina siendo disparada en el estómago con una flecha. Mientras yacía moribunda, logra someter y atrapar a Dreamslayer, poniendo fin temporalmente a su amenaza. Los miembros de la Liga entierran a Silver Sorceress en la isla Kooey Kooey Kooey.

## Poderes y habilidades
Silver Sorceress es una usuaria mágica de habilidades avanzadas. Si bien tuvo que usar una combinación de magia y tecnología para crear la puerta original de Angor a la de la Liga de la Justicia, más tarde puede hacerlo solo con magia.

## Otras versiones
- En Justice League Europe Annual #2, el viajero en el tiempo conocido como Waverider visita la Liga de la Justicia de Europa en su propia misión y se encuentra viendo un 'futuro' alternativo y altamente probable de Silver. En él, accidentalmente viaja muy atrás en el tiempo y es salvada de un gran depredador por el héroe demasiado entusiasta conocido como Anthro. Ella es finalmente devuelta en el tiempo por el viajero del tiempo Elongated Man.
- En Showcase # 63 (julio-agosto de 1966), Los Cinco Inferiores se enfrentan a un equipo de supervillanos basado en Marvel Comics Avengers. Este equipo tiene un miembro llamado Silver Sorceress que también se basa en Scarlet Witch de Marvel; sin embargo, ella no está relacionada con la versión de Angor.
- Silver Sorceress hace un breve cameo en el número 4 de la miniserie cruzada JLA/Avengers. Con otros lanzadores de hechizos, intenta evitar que Krona traiga refuerzos.
- Una nueva versión de Silver Sorceress aparece en Lord Havok and The Extremists #5. Una habitante de la Tierra-8, se llama Anna y es la hija del Doctor Diehard. Ella muere al final de la serie limitada.[2]